# Die Aeronauten
Die Aeronauten sind eine Schweizer Rockband aus Schaffhausen, die 1991 gegründet wurde.

## Geschichte
Angefangen haben die Aeronauten zu Anfang der 1990er Jahre ursprünglich als Punkkapelle, die sich unter anderem am britischen Pop der frühen 1980er Jahre orientierten. Davon geblieben ist vor allem ihre Vorliebe für kurze, tanzbare Stücke und ihre postmoderne Respektlosigkeit, mit der sie sämtliche Stilepochen der Populärmusik für sich nutzbar machen.
Sie kamen eingangs auf den Namen Aeronauten, weil Olifr, der singt, gern Modellflugzeuge bastelte. Und Fliegen ist ein Traum, der ihnen allen gefiel, „denn wir sind Aeronauten und das ist unsre kleine Welt“ (Zitat aus dem Titellied der ersten Platte 1:72, die Zahl ein Modellfliegermaßstab).
Ihre CD Gegen Alles von 1995 enthielt nur noch deutsche Texte und war zugleich für sie der Endpunkt der jugendlichen „Alles ist ein Scheiss-Einstellung“. Das Debüt-Album enthielt auch Lieder mit englischen Texten.
Auf Extremadura von 1997 wurde dann viel mehr mit Aufnahmetechniken experimentiert. Um auch für die französischsprachige Schweiz attraktiver zu werden, brachten sie zunächst eine CD-Single heraus, die drei französisch gesungene Lieder enthält, nämlich Eddie Et Moi (Eddie und ich), Le Peintre (Am Tag als der Maler kam) und Bonne Amie (Freundin), sowie ein englisches. Am Anfang ihrer Karriere traten sie live im Anzug auf: Schwarze Hosen, weißes Hemd und rote Jacketts. (Zitat Olifr:) „Vor allem in den miesen Läden machte das eine gute Falle.“
Der Gitarrist, Sänger und Mastermind der Band, Oliver Maurmann, betrieb bereits seit Mitte der 1980er zusätzlich sein Soloprojekt als Guz, wo er noch über das von der Combo Aeronauten Gewohnte hinausgehend Abgedrehtes und Schräges auf mehreren LP und CD veröffentlichte. Seine letzte CD Geheime Weltregierung, deren Titel nur parodistisch die Themen Politik und Verschwörung vortäuscht, ist eine Art Retro-Trip zu Rockabilly- und Garagenrock-Rhythmen. Er verstarb im Januar 2020.

## Stil
Die Aeronauten spielen eine Mischung aus Pop, Garagenrock, Punk und Soul mit Liedtexten in meist deutscher Standardsprache, teilweise auch in englischer oder französischer Sprache oder in schweizerdeutschem Dialekt. Sie bedienen sich aus dem Stil-Fundus der populären Musik, vom 1940er-Jahre-Jazz («Swing-Zwang») über Country-Parodien bis hin zum New Wave.
L’age d’or, das Plattenlabel des so genannten „Hamburger Schule“-Diskurs-Pop, veröffentlichte im Februar 2004 „Alle 16 Hits und 9 rare/unveröffentlichte Tracks!“, inklusive „eines dicken Booklets mit Biographie, obskurer Fotos und der vollständigen Diskografie“. Trotz des gemeinsamen Labels und der Tatsache, sich gegenseitig zu kennen und zu mögen, rechnen sie sich selbst keineswegs zur Hamburger Schule. Im Herbst 2006 erschien die CD der Aeronauten Hier: Die Aeronauten, eine „Rückbesinnung“ auf ihre Wurzeln. Auch in den 2010er Jahren kamen 2012, 2013 und 2015 weitere Alben heraus. Nach Guz’ Tod erschien – mit seinen bereits aufgenommenen Gesangsspuren – zuletzt das Album Neun Extraleben am 20. November 2020.

## Diskografie
Alben
- 1993: 1:72
- 1995: Gegen Alles
- 1997: Jetzt Musik
- 1998: Honolulu
- 2001: Bohème pas de Problème
- 2004: Zu gut für diese Welt (Best of)
- 2006: Hier: Die Aeronauten
- 2010: Hallo Leidenschaft!
- 2012: Too Big To Fail (2 CDs)
- 2013: Live!
- 2015: Heinz[3][4][5]
- 2020: Neun Extraleben[6]
- 2022: Hits! Vol.1

## Belege
1. ↑  Guz ist tot. Tages-Anzeiger, 22. Januar 2020.
2. ↑  Chartquellen: Schweiz
3. ↑  Rezension des Albums „Heinz“, Musikexpress Oktober 2015, abgerufen am 23. Januar 2020.
4. ↑  Rezension zu „Heinz“, Die Zeit Oktober 2015, abgerufen am 23. Januar 2020.
5. ↑  Rezension zu „Heinz“ (Memento des Originals vom 31. Januar 2016 im Internet Archive)  Info: Der Archivlink wurde automatisch eingesetzt und noch nicht geprüft. Bitte prüfe Original- und Archivlink gemäß Anleitung und entferne dann diesen Hinweis., Intro-Musikmagazin Oktober 2015 23. Januar 2020
6. ↑  Neun Extraleben abgerufen am 20. November 2020